# Pewdiepie
Felix Arvid Ulf Kjellberg, mer känd som Pewdiepie [pjuːdiːpaɪ] (stiliserat som PewDiePie), född 24 oktober 1989 i Vasa församling i Göteborg, är en svensk youtubare, komiker och underhållare över internet. Hans kanalinnehåll på Youtube består mestadels av let's plays-buskis och sedan 2017 driver han även ett antal serier som förekommer varje vecka. Dessa är LWIAY, Pew News och ibland även bokrecensioner. Pewdiepie var den youtubekanal med flest prenumeranter i över fem år, från 2013 till 2019.
Han inledde sin karriär med att kommentera spel inom skräck- och actiongenrerna, främst Amnesia: The Dark Descent, men har senare även kommenterat andra spel som till exempel Skate, Grand Theft Auto V, Dark Souls, Happy Wheels, och Minecraft. Sedan cirka 2017 har hans kanal blivit mindre fokuserad på spel och handlar mer om internetfenomen, memes och hans personliga tankar och åsikter. Han kan snarare beskrivas som en underhållare än en gamer. 
Pewdiepies Youtube-kanal blev en av de snabbast växande kanalerna under 2010-talet. Den 20 augusti 2013 blev kanalen den mest prenumererade på Youtube någonsin med 12 miljoner prenumeranter. Vid samma tid hade hans klipp setts över 2,2 miljarder gånger. Pewdiepie blev utsedd till årets Svenska YouTube-användare och årets Svenska Youtube-gamer på Guldtubengalan den 15 april 2014. I september 2019 nådde han över 100 miljoner prenumeranter på YouTube. Medieakademins Maktbarometer listar honom som den 30e mäktigaste på sociala medier i Sverige.

## Biografi och Youtube-karriär
Felix Kjellberg är född och uppvuxen i Göteborg. Han tog studenten 2008 vid Göteborgs högre samskola och studerade därefter industriell ekonomi vid Chalmers tekniska högskola. Under våren 2010 skapade Kjellberg en Youtube-kanal som snabbt fick ett stort antal besökare och prenumeranter. Efter att 2012 hoppat av universitetsstudierna började Kjellberg jobba i en korvkiosk. Samtidigt började hans YouTube-kanal öka drastiskt i popularitet. 
Under våren 2013 hade Pewdiepie sex miljoner prenumeranter på sin Youtube-kanal. Han konkurrerade därmed med etablerade internetprofiler såsom Jenna Marbles, Toby Turner och komikerduon Smosh. Pewdiepies Youtube-kanal blev en av de snabbast växande under 2012 och 2013 för att juli 2013 bli den näst mest prenumererade. 
Den 15 augusti 2013 passerade Pewdiepie Smosh i antal Youtube-prenumerationer och i december 2013 hade han mer än 17 miljoner prenumeranter. Pewdiepies Youtube-kanal blev därmed världens mest sedda. I juli 2014 nådde han 29 miljoner prenumeranter. Samtidigt blev hans kanal den mest strömmade någonsin med mer än 5,2 miljarder visningar. I augusti samma år hade kanalen 30 miljoner prenumeranter. Han har nu (2019) över 100 miljoner prenumeranter.
År 2016 placerade Time honom på listan över världens 100 mest inflytelserika personer.
På julafton 2016 laddade han upp videon ”Can this video get 1 million dislikes?” där han uppmanade alla att ogilla klippet för att komma upp i en miljon ogillningar. I maj 2019 hade videon ungefär 4 miljoner ogillningar, vilket gör det till den fjärde mest ogillade videon på Youtube.
I februari 2017 meddelade Disney att man avbryter sitt samarbete med Pewdiepie efter att han framfört antisemitiska skämt på sin kanal. Även Youtube valde att agera genom att ställa in sändningen av den andra säsongen av Pewdiepies Youtubeproducerade serie "Scare".
I augusti 2017 fick Pewdiepie kritik för att han sade ordet "nigger" under en livestream. Flera personer rasade då mot Pewdiepie, bland annat youtubaren KSI.

### Pewdiepie och T-Series
Under 2018 och även in i 2019 försiggick en kamp mellan Pewdiepie och den indiska Youtube-kanalen T-Series om vem som kunde få flest prenumeranter, då båda närmade sig det magiska antalet 100 miljoner. Inslag i denna kamp var Pewdiepies video ”THIS CHANNEL IS GONNA OVERTAKE PEWDIEPIE” i augusti 2018 och disslåten Bitch Lasagna. Youtubaren FlareTV lade senare upp en livestream där man kunde se antalet prenumeranter för de två kanalerna samt skillnaden. Den 22 februari 2019 blev Pewdiepie passerad av T-Series i ungefär 8 minuter innan han återtog ledningen. Under de kommande månaderna var de två kanalerna omväxlande etta innan T-series den 14 april 2019 mer varaktigt tog ledningen, bland annat genom ett framgångsrikt samarbete med Pitbull. Pewdiepie berättade i videon Ending the Subscribe to Pewdiepie Meme att han ansåg att det hade gått för långt, och han accepterar att T-Series skulle vinna.

### Pewdiepie och "E;R"
2018 fick Pewdiepie kritik då han publicerade en lista över små youtubekanaler, med avsikten att lyfta fram okända kreatörer han personligen uppskattar. Det uppdagades att en av kanalerna i listan, "E;R" bland annat innehöll material med antisemitiska, nazistiska och rasistiska referenser. Pewdiepie publicerade som svar en video där han förklarade att han inte kände till detta, att han enbart gillade kanalen för dess humoristiska animerecensioner och att han tagit bort E;R från listan över rekommenderade kanaler. Pewdiepie riktade även en känga åt sina kritiker, som han menade var mer intresserade av klick än av sanningsenlig rapportering, och konstaterade att den mediala uppmärksamheten skänkt E;R betydligt fler prenumeranter än vad hans rekommendation hade gjort.

## Diskografi

### Singlar
- 2013 – Jabba the Hutt
- 2013 – Pewdiepie Song
- 2014 – Raping Time – Original Mix
- 2014 – Raping Time – Radio Edit
- 2014 – Let's Go
- 2014 – Boobs in the Thumbnail
- 2014 – Fabulous
- 2015 – Pretty Girl[26]
- 2018 – Hej Hej Monika
- 2018 – Despacito 3 (Remix av Party In Backyard)
- 2018 – Bitch Lasagna (TSeries Diss Track)[27]
- 2018 – Bitch Lasagna v1.2
- 2018 – PewDiePie x Party in Backyard: Rewind Time (PewDiePie's Rewind 2018 Theme)
- 2019 – Congratulations
- 2019 – Mine all day (Minecraft music video)
- 2021 – Coco (A Cocomelon and 6ix9ine "disstrack")

## Privatliv
Pewdiepie har sedan 2011 ett förhållande med italienskan Marzia Kjellberg, född Bisognin. Det var också anledningen till att Felix flyttade till Veneto i Italien. I juli 2013 flyttade Pewdiepie till Storbritannien för att få bättre internetuppkoppling. Marzia Kjellberg drev fram till den 22 oktober 2018 en egen Youtube-kanal. Felix Kjellberg är son till Kappahls tidigare CIO, Johanna Kjellberg (Årets CIO 2010), och Ulf Kjellberg, VD för IT-företaget Inobiz, samt har en äldre syster. Kjellberg friade till Marzia på en semester i Japan i april 2018. Den 20 augusti 2019, meddelade Felix Kjellberg via Twitter att han och Marzia, då Bisognin, gift sig den 19 augusti 2019. I februari 2023 annonserade paret att de väntar barn och i juli 2023 föddes deras son Björn.

## Sommarprat
Den 3 juni 2014 meddelade Sveriges Radio att Pewdiepie var en av de 58 som valts ut att vara sommarvärd i radioprogrammet Sommar i P1 2014. Programmet sändes 9 augusti 2014.
På grund av det internationella intresset för Pewdiepies sommarprogram spelades det in på både svenska och engelska. Programmet sändes i Sveriges Radio på svenska, men samtidigt som sändningen började publicerade Sveriges Radio den engelska versionen på nätet. Den engelska versionen gjordes tillgänglig på en egen server med extra kapacitet för att inte riskera att Sveriges Radios webbplats skulle krascha.
Redan innan programmet sändes hade länken till den svenska versionen av programmet delats över 3 500 gånger, och länken till den engelska versionen cirka 49 000 gånger.

## Utmärkelser
| År   | Pris                         | Kategori                 | Utslag | Mottagare         | Ref    |
| ---- | ---------------------------- | ------------------------ | ------ | ----------------- | ------ |
| 2013 | Starcount Social Star Awards | Most Popular Social Show | Vann   | Pewdiepie         | [ 39 ] |
| 2013 | Starcount Social Star Awards | Sweden Social Star Award | Vann   | Pewdiepie         | [ 40 ] |
| 2013 | Shorty Awards                | #Gaming                  | Vann   | Pewdiepie (delad) | [ 41 ] |
| 2014 | Guldtuben                    | Årets Youtuber           | Vann   | Joel Berghult     | [ 42 ] |
| 2014 | Guldtuben                    | Årets Gaming-kanal       | Vann   | Joel Berghult     |        |
| 2015 | Guldtuben                    | Årets Gaming-kanal       | Vann   | William Spetz     | [ 45 ] |
| 2016 | Guldtuben                    | Årets Gaming-kanal       | Vann   | Pewdiepie         | [ 46 ] |

Rekord
- Guinness Världsrekord – Flest prenumeranter på Youtube någonsin[47]
- Först att nå 45 miljoner prenumeranter på YouTube (26 maj 2016)[48][bättre källa behövs]